# Alpe Hohenschwand
Die Alpe Hohenschwand ist eine Schutzhütte der Sektion SSV Ulm 1846 des Deutschen Alpenvereins (DAV). Sie liegt in den Allgäuer Alpen in Deutschland. Es handelt sich um eine Selbstversorgerhütte ohne Bewirtschaftung.

## Geschichte

### Sektionsgründung SSV Ulm 1846
Durch Beschluss des Verwaltungsrates des Deutschen und Österreichischen Alpenvereins (DuOeAV) vom 21. Januar 1912 entstand die dritte Sektion in Ulm unter dem Namen Sektion Turnerbund Ulm 1846 im Deutschen und Österreichischen Alpenverein. Der Turnerbund Ulm 1846 ist damit der Vorgängerverein des heutigen SSV Ulm 1846. Der Verein in seiner heutigen Form entstand am 5. Mai 1970, durch den Zusammenschluss der Turn- und Sportgemeinde Ulm 1846 und dem 1. Schwimm- und Sportverein Ulm. Es entstand die Sektion SSV Ulm 1846.

### Alpe Hohenschwand
Im Jahr 1638 wurde die Alpe Hohenschwand zum ersten Mal erwähnt. Die zur Gemeinde Oberstaufen gehörende Alpe ist eine der ältesten Alphütten im Allgäu. Im Rahmen eines Gebietstauschs ging die Alpe 2006 an die „Bayerischen Staatsforsten“. Diese verlängerten dann das Pachtverhältnis mit dem privaten Pächter nicht und bot der DAV-Sektion SSV Ulm 1846 das stark in Mitleidenschaft gezogene Gebäude zur Pacht an. Die Sektion renovierte dann ab 2015 die Alpe. Grundsanierung von April bis August 2015. Im Jahr 2016 Einbau eines Wasserspeichers und Bau der West-Terrasse. Im Jahr 2017 folgte dann die Erneuerung des völlig morschen Westgiebels und im „Sektionsraum“ im 1. OG wurde ein Ofen eingebaut. Der Eingangsbereich und die Kellertreppe wurde 2018 erneuert und die Batteriebank in den Keller verlegt. Die Bewirtung der Alpe Hohenschwand mit Getränken und Brotzeiten wurde 2021 eingestellt, man möchte sich auf die alpwirtschaftliche Bewirtschaftung für Alpe und Vieh konzentrieren, die Alpe ist eine reine Selbstversorgerhütte geworden.

## Lage
Die Alpe Hohenschwand liegt bei Oberstaufen-Steibis im Landkreis Oberallgäu am Nordwesthang des Prodel im Naturpark Nagelfluhkette.

## Zustieg
- In der schneefreien Zeit können max. drei Autos zur Alpe fahren.
- Im Winter bei Schnee ist die Alpe vom Parkplatz Lanzenbach oder vom Parkplatz der Hochgratbahn aus mit Schneeschuhen oder Tourenskiern in etwa einem einstündigen Aufstieg erreichbar.

## Umliegende Hütten
- Mittlere Simatsgund-Alpe, Alpe, 923 m
- Schwand-Alpe, Selbstversorgerhütte, 936 m
- Ravensburger Haus, Selbstversorgerhütte, 950 m
- Staufner Haus, bewirtschaftete Hütte, 1634 m
- Alpe Scheidwang, Alpe, 1317 m
- Jagdhaus Ehrenschwang, private Hütte, 1114 m
- Freizeithof Hagspiel, Oberstaufen, Selbstversorgerhütte, 979 m[4]

## Touren und Gipfel
- Gipfelrunde am Hochgrat, 6,8 km, 2,5 Std.
- Gratwanderung Hochgrat – Hochhäderich, 14,2 km, 7 Std.
- Von der Alpe Hohenschwand rund um den Imberg zum Hochgrat, 21,2 km, 6,5 Std.[5]

## Karten
- Alpenvereinskarte BY 1 Allgäuer Voralpen West – Nagelfluhkette, Hörnergruppe (1:25.000) ISBN 978-3937530413
- KOMPASS Wanderkarte 02 Oberstaufen, Immenstadt im Allgäu: 3in1 Wanderkarte 1:25.000 mit Aktiv Guide ISBN 978-3990443347